# The Adventures of Food Boy
The Adventures of Food Boy é uma comédia cinematográfica estadunidense lançada em 22 de agosto de 2008. É um filme independente da Cold Spark Films. É baseado num curta premiado Food Boy (2007). Este é o primeiro filme estrelado por Lucas Grabeel (de High School Musical). Este filme foi filmado em Utah.
A estréia de The Adventures of Food Boy foi em Newport Beach Film Festival em abril de 2008 onde havia a premiação "Best Family Film". O DVD foi lançado em 7 de Outubro de 2008 nos Estados Unidos.

## Sinopse
The Adventures of Food Boy fala sobre os diferentes tipos de Super-heróis.
A história gira ao redor de um rapaz que descobre que tem um super-poder para fazer comidas apenas com suas mãos. Ezra (Lucas Grabeel) é um "nerd" na High School, e está decidido a ter uma vida extraordinária.
Depois de descobrirem que ele tem está "dádiva", Ezra usa isto para ser popular na escola. Os amigos de Erza (lucas Grabeel), Shelby (Brittany Curran), Joel (Kunal Sharma) e Dylan (Jeff Braine) têm que lidar com sua popularidade. Mas o seu novo super-poder começou a mudar a sua vida, Ezra mas ele não sabia como usar isto. Ele é forçado a decidir sobre o que ele queria por sua avó (Joyce Cohen), "Não há superherois sem crime".

## Elenco
- Lucas Grabeel — Ezra
- Brittany Curran — Shelby
- Ryne Sanborn — Mike
- Kunal Sharma — Joel
- Jeff Braine — Dylan
- Noah Bastian — Garrett
- Joyce Cohen — Grandma
- Craig Everett — Montagu